# السا نویمان
 السا نویمان (آلمانی: Elsa Neumann؛ زاده ۲۳ اوت ۱۸۷۲ درگذشته ۲۳ ژوئیهٔ ۱۹۰۲) یک فیزیکدان اهل آلمان بود.